# Szomotovci
Szomotovci (horvátul: Samatovci) falu Horvátországban, Eszék-Baranya megyében. Közigazgatásilag Bizovachoz tartozik.

## Fekvése
Eszéktől 15 km-re nyugatra, községközpontjától 3 km-re keletre, a Szlavóniai-síkságon, az Eszéket Nekcsével összekötő főút és a Zágráb-Eszék vasútvonal mentén Bizovac és Józseffalva között fekszik.

## Története
A régészeti leletek tanúsága szerint területe már az őskorban is lakott volt. Határában a korai újkőkorszakhoz tartozó Starčevo és a középső újkőkorhoz tartózó Sopot kultúra és a kőrézkori kosztoláci kultúra leleteit is megtalálták. A leletek egy részét, köztük sok kőszerszámot ma a zágrábi régészeti múzeumban, másik részét az eszéki múzeumban őrzik.
Szomotovci a török uralom idején keletkezett. Első írásos említése az 1579-es török defterben a karasi náhije részeként történt „Sonbotovci” néven. A falu a felszabadító harcok során elnéptelenedett, majd újratelepült. Az 1698-as kamarai összeírásban „Szomotofczi” néven Petrovicz déli szomszédjaként szerepel. 1702-ben „Summotofzy/Sumotofzy” írásmóddal találjuk. A török kiűzése után a valpói uradalom részeként kamarai birtok volt, majd 1721. december 31-én III. Károly az uradalommal együtt Hilleprand von Prandau Péter bárónak adományozta. A Prandau család 1885-ig volt a birtokosa, de területe sokáig lakatlan volt.
A mai település a 19. század elején mezőgazdasági majorként keletkezett a valpói uradalom területén, majd a környező földek megművelésére Dél-Magyarország területéről németeket és magyarokat telepítettek be. 1857-ben 41, 1910-ben 177 lakosa volt. Verőce vármegye Eszéki járásához tartozott. Az 1910-es népszámlálás adatai szerint lakosságának 34%-a német, 31%-a horvát, 24%-a magyar, 8%-a szerb anyanyelvű volt. A település az első világháború után az új szerb-horvát-szlovén állam, majd később (1929-ben) Jugoszlávia része lett. A német és magyar lakosságot a második világháború idején a partizánok elüldözték. Sokakat a valpói fogolytáborba hurcoltak, majd kitelepítettek. 1991-ben lakosságának 95%-a horvát nemzetiségű volt. A településnek 2011-ben 613 lakosa volt.

## Lakossága
| Lakosság változása | Lakosság változása | Lakosság változása | Lakosság változása | Lakosság változása | Lakosság változása | Lakosság változása | Lakosság változása | Lakosság változása | Lakosság változása | Lakosság változása | Lakosság változása | Lakosság változása | Lakosság változása | Lakosság változása | Lakosság változása |
| ------------------ | ------------------ | ------------------ | ------------------ | ------------------ | ------------------ | ------------------ | ------------------ | ------------------ | ------------------ | ------------------ | ------------------ | ------------------ | ------------------ | ------------------ | ------------------ |
| 1857               | 1869               | 1880               | 1890               | 1900               | 1910               | 1921               | 1931               | 1948               | 1953               | 1961               | 1971               | 1981               | 1991               | 2001               | 2011               |
| 41                 | 0                  | 89                 | 144                | 184                | 177                | 126                | 192                | 230                | 348                | 432                | 525                | 582                | 568                | 616                | 613                |

## Gazdaság
A lakosság főként mezőgazdasággal foglalkozik és a közeli városokban dolgozik.

## Nevezetességei
A Sarlós Boldogasszony tiszteletére szentelt római katolikus temploma a bizovaci plébánia filiája.

## Oktatás
A településen a bizovaci Bratoljub Klaić általános iskola területi iskolája működik.

## Sport
Az NK Sloga 1958 Samatovci labdarúgócsapata a megyei 3. ligában szerepel. A klubot 1958-ban alapították.